# Crambus braunellus
Crambus braunellus là một loài bướm đêm trong họ Crambidae.